# Ferrari 365 Daytona
La Ferrari 365 GTB/4 (con la relativa spider GTS/4) è un'autovettura prodotta dalla casa automobilistica italiana Ferrari tra il 1968 ed il 1974. 
In onore della vittoria ottenuta nel 1967 dalla 330 P4 sul circuito statunitense, la vettura venne soprannominata Daytona.
La versione spyder fu richiesta soprattutto per il mercato americano dall'importatore Luigi Chinetti e va precisato che, la distinzione tra GTB/4 coupé e GTS/4 spyder non è così univoca, infatti molti esemplari della versione spyder uscivano originariamente dalla fabbrica di Maranello con la targhetta 365 GTB/4 come la versione chiusa. Solo pochissimi esemplari della versione spyder originali hanno la targhetta 365 GTS/4.

## Storia e caratteristiche

### Contesto

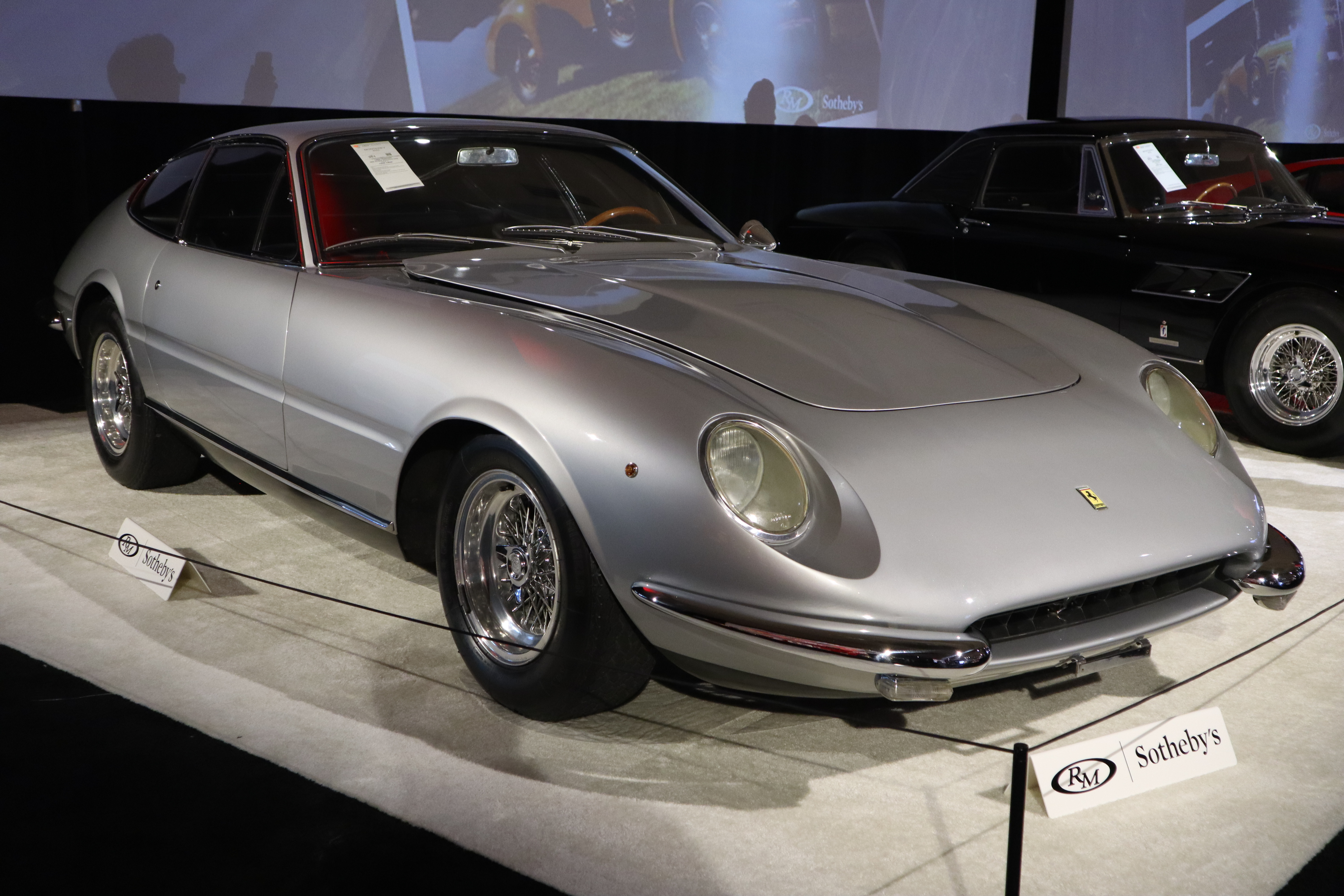
Prototipo del 1968

Presentata al Salone dell'automobile di Parigi del 1968 in versione coupé (GTB/4), la Daytona prendeva il posto, nel listino Ferrari, della 275 GTB/4, da cui ereditava il motore V12 con 4 alberi a camme in testa (2 per bancata).
La carrozzeria (porte e cofani erano in alluminio) dall'impostazione sportiva e elegante, disegnata da Leonardo Fioravanti per la carrozzeria Pininfarina, ricopriva un telaio a traliccio centrale completamente nuovo.

### Meccanica e motore
Rispetto al modello precedente la meccanica cambiava solo in dettaglio: il motore era il classico V12 Ferrari portato a 4390,3 cm³ montato in posizione anteriore longitudinale, mentre il cambio manuale a cinque rapporti era al retrotreno, in blocco col differenziale autobloccante, secondo lo schema transaxle.

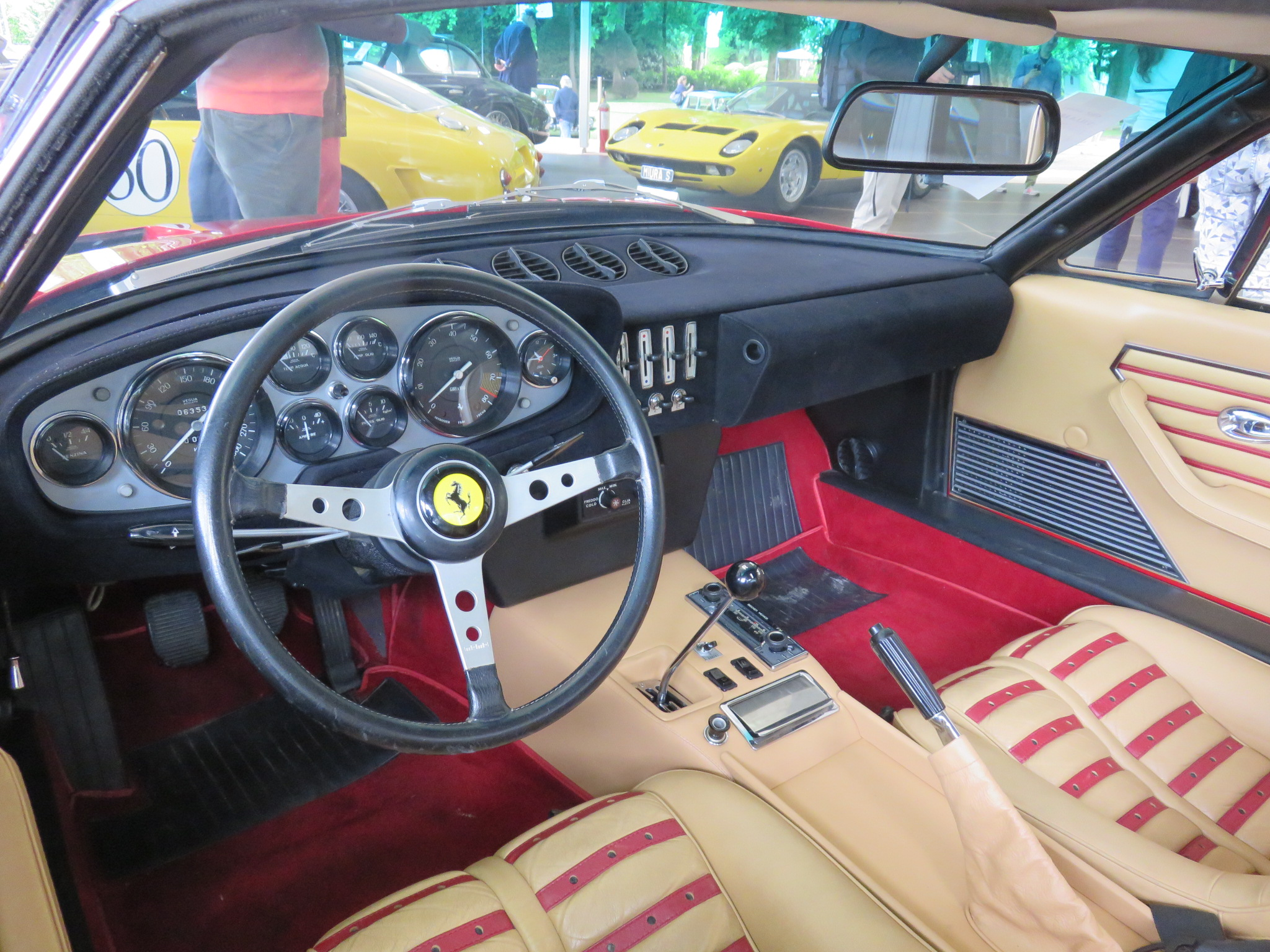
Interni di una Daytona del 1973

Il motore alimentato da sei carburatori a doppio corpo, grazie anche dalla lubrificazione a carter secco (cioè con circuito sempre in pressione e privo di coppa), erogava 352 CV, sufficienti a spingere la Daytona a 280 km/h.
Le sospensioni all'avantreno e al retrotreno ricalcavano lo schema della 275 GTB/4, che al posteriore aveva abbandonato il superato schema assale rigido, per adottare una nuova geometria a ruote indipendenti con quadrilateri sovrapposti.
I freni erano a disco autoventilati, con servofreno.

### Daytona Spider

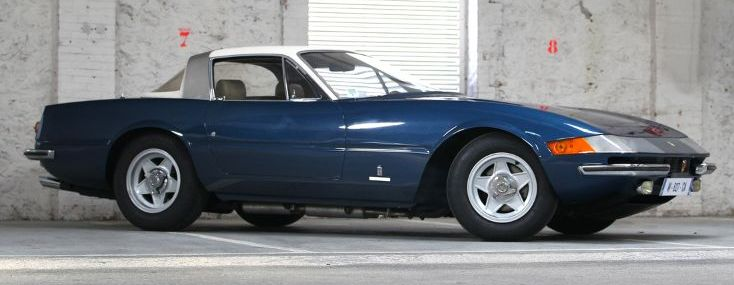
Ferrari 365 GTB/4 Pininfarina Coupé Speciale del 1969, il "prototipo" della Daytona "Spider"

Nel 1969, per soddisfare le richieste dell'importatore Luigi Chinetti per il mercato Nordamericano, venne presentata la versione spyder, identica alla coupé nella meccanica. In precedenza, al Salone di Parigi del 1969, la Pininfarina espose una sorta di prototipo della "Daytona Spider" (telaio n.12925, motore n.251), con carrozzeria apparentemente "targa". In realtà si trattava di una faux-cabriolet, ovvero di una finta vettura scoperta, caratterizzata da un vistoso roll-bar in alluminio satinato e dalla capote ricoperta da tela vinilica. Nonostante l'interesse la versione Spider venne prodotta diversi anni dopo la presentazione del prototipo.

### Seconda serie
Nel 1971 un leggero restyling interessò solo la versione coupé, non essendo ancora in produzione la versione Spider. Venne eliminata la fascia in plexiglas trasparente di raccordo fra i proiettori anteriori (che divennero "a scomparsa") e vennero aggiornati gli interni. La modifica ai proiettori si rese necessaria in quanto una nuova normativa statunitense aveva vietato la soluzione precedente.

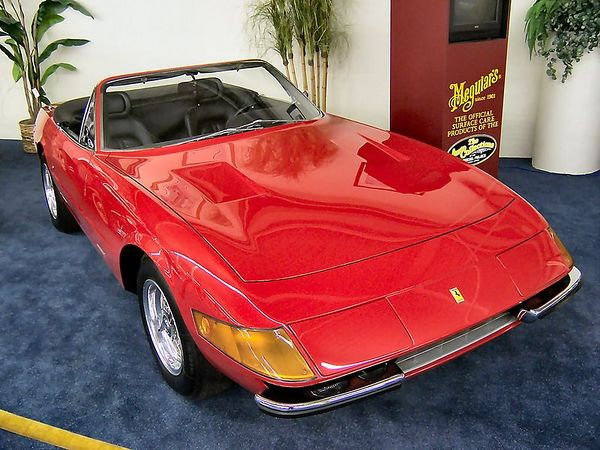
La Daytona GTS/4 Spider

Le Ferrari Daytona "Spyder" vennero prodotte esclusivamente in questa versione restyling con fari a scomparsa e differivano rispetto al prototipo iniziale per la capote che divenne completamente ripiegabile in tela.
La coupé uscì di listino nel 1973, fu rimpiazzata dalla 365 GT4 BB, mentre la spyder di cui vennero prodotti gli ultimi esemplari, per soddisfare gli ordini d'oltreoceano ancora aperti, rimase in produzione ancora un anno.
In tutto sono state costruite 1350 Daytona GTB/4 (di cui solamente 411 prima serie con fari in plexiglas) e 122 Daytona Spider non sempre identificate commercialmente come GTS/4, incluso il prototipo. Di queste 96 furono destinate al mercato nordamericano e vennero realizzate con specifiche "US" e solo 25 più il prototipo vennero realizzate con specifiche europee e di queste ultime solo 7 avevano la guida a destra (per il mercato Inglese).
La Ferrari "Daytona" è una vettura da alta collezione, realizzata artigianalmente, fu l'ultima supercar della "Casa di Maranello" prodotta prima dell'avvento del "Gruppo Fiat" e realizzata con il motore anteriore. Gli sviluppi tecnici degli anni 70-80 videro la produzione di supercar Ferrari esclusivamente a motore posteriore. Occorrerà attendere ben oltre 20 anni per ritrovare una Ferrari dotata di questa impostazione "classica", che verrà ripresa solo all'avvento della Ferrari 550 Maranello. Molto apprezzata dagli appassionati sia la versione "coupé", che la rarissima versione "spider".

## Attività sportiva

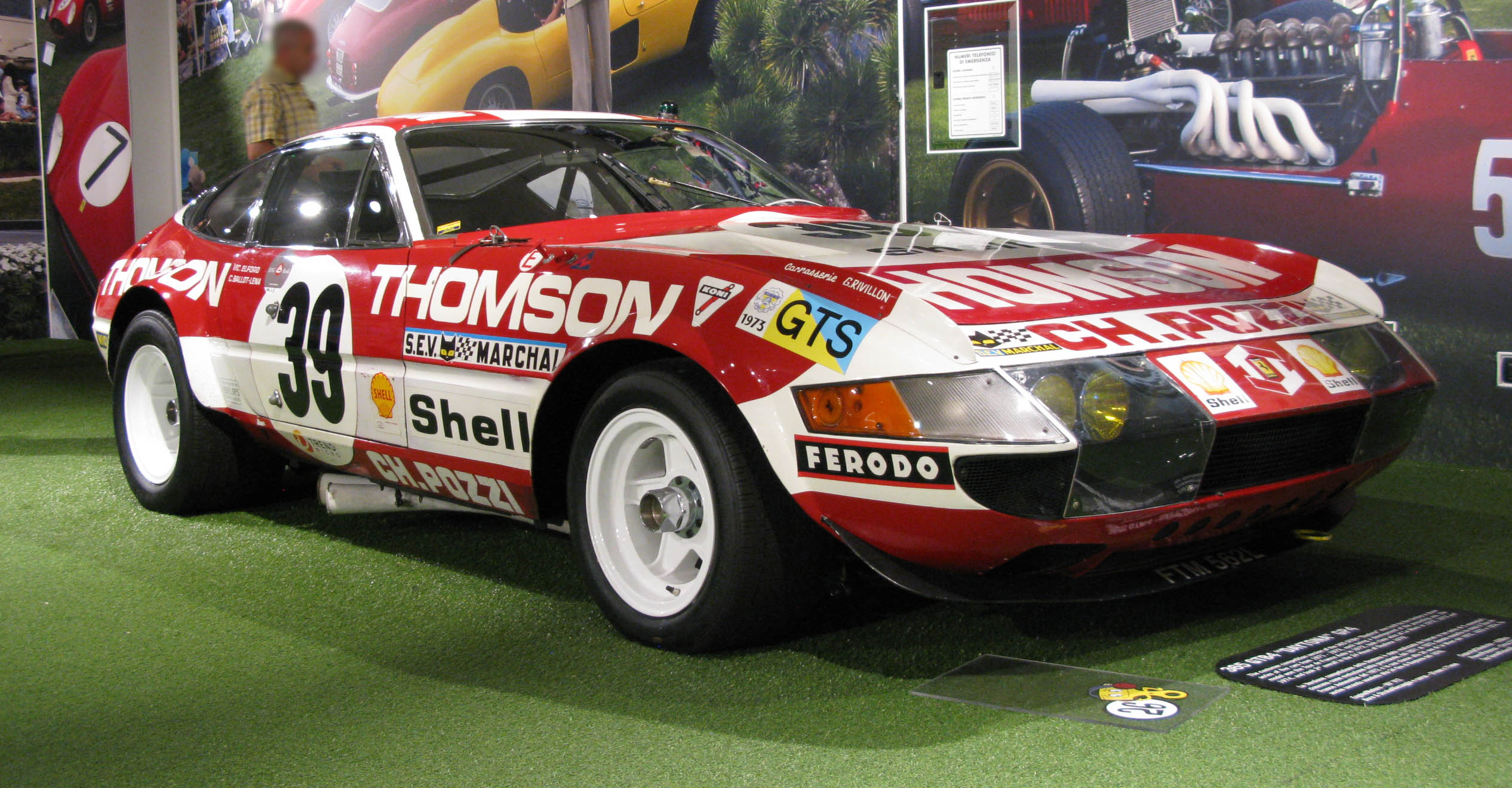
Una Ferrari 365 GTB/4 Daytona Competizione

Sebbene non fosse stata progettata specificamente per le competizioni, da tale vettura furono tratte delle versioni da corsa da schierare nella classe Gran Turismo delle gare di durata, dapprima dalla N.A.R.T. e, sull'onda del risultato conseguito da Chinetti alla 24 Ore di Le Mans 1971, anche la Casa madre ne realizzò 15 esemplari. Denominate Ferrari 365 GTB/4 Daytona Competizione, erano suddivise in tre serie da 5 vetture costruite tra il 1971 e il 1973. 

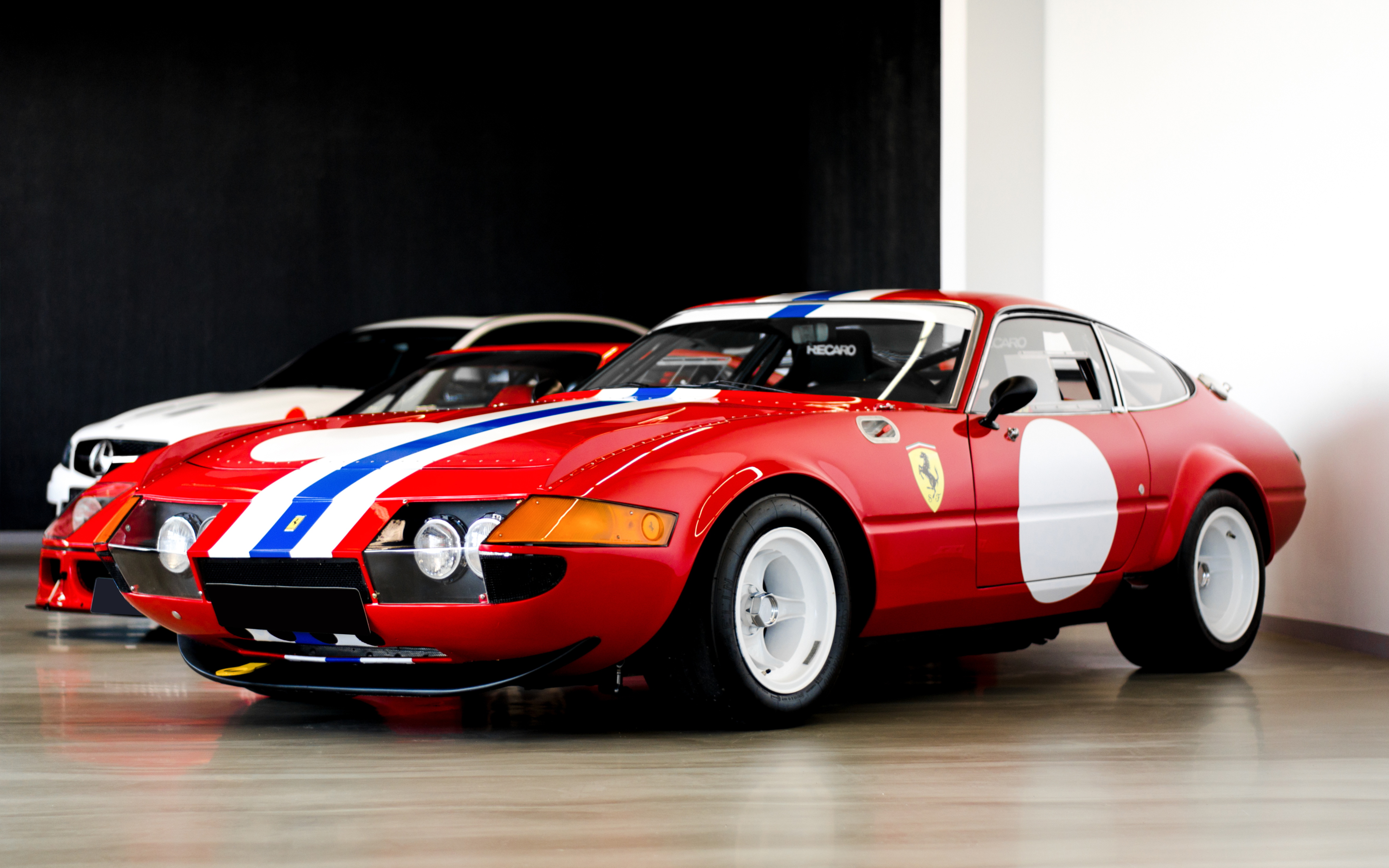
Ferrari "Daytona" Competizione con livrea della NART

Elaborate nel motore e alleggerite nella carrozzeria, le Daytona Competizione ottennero la vittoria di classe nelle edizioni 1972, 1973 e 1974 della 24 Ore di Le Mans: in particolare 5 di queste vetture occuparono nel 1972 le prime 5 posizioni nella loro classe classificandosi dal 5º al 9º posto assoluto. Oltre a queste 15 vetture "ufficiali" esistono comunque molte altre Daytona elaborate per le competizioni da scuderie private, sia coeve che successive.

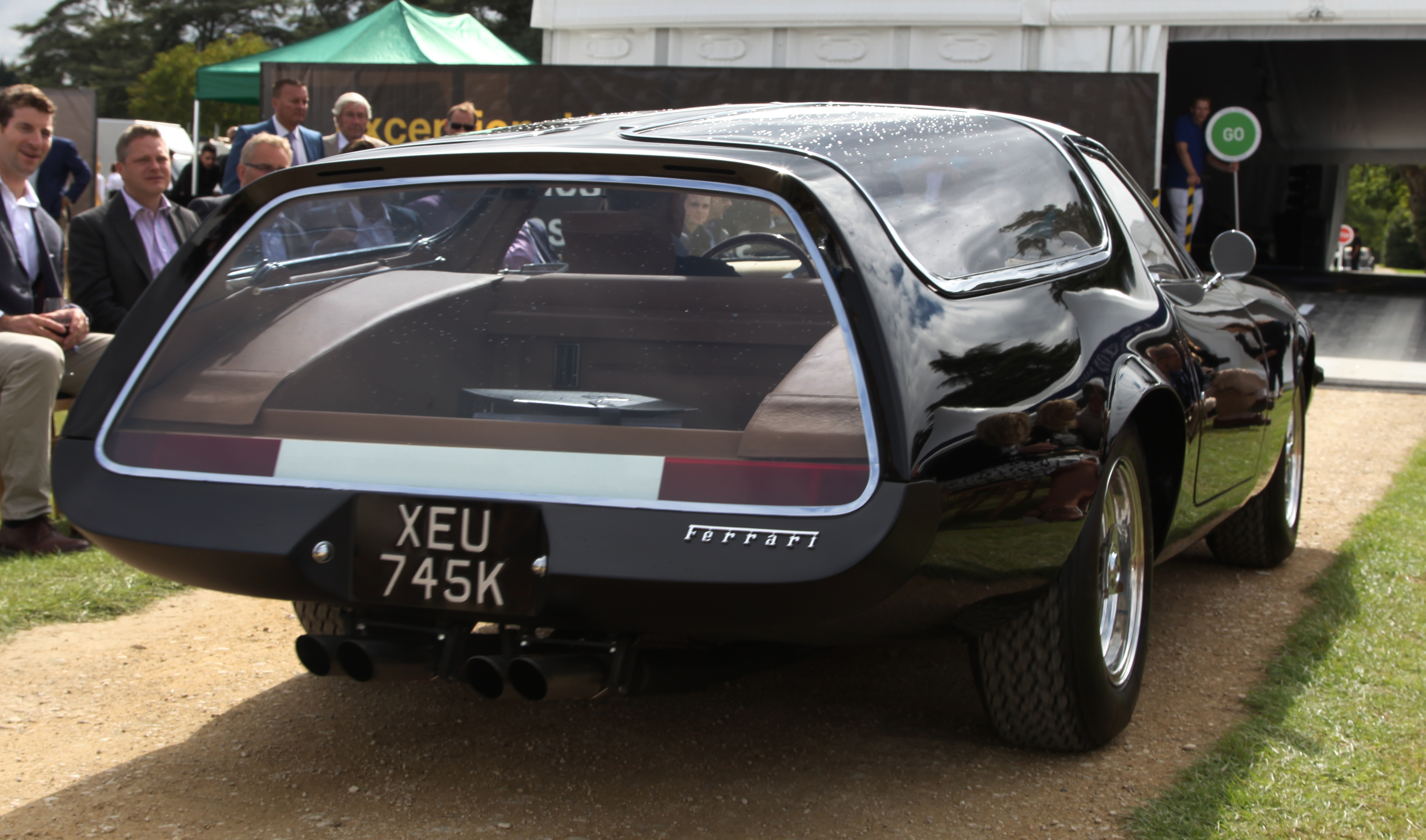
Daytona Shooting Brake

## Ulteriori versioni
Nel 1974 il designer Luigi Chinetti Jr. della N.A.R.T. modificò, con l'aiuto dalla casa automobilistica britannica Panther Westwinds, un esemplare, quello con telaio 15275, presentando una speciale versione station wagon (Shooting Brake) che non ebbe però seguito commerciale.

## Caratteristiche tecniche
| Caratteristiche tecniche - Ferrari 365 GTB/4 "Daytona" (1964)                                        | Caratteristiche tecniche - Ferrari 365 GTB/4 "Daytona" (1964) | Caratteristiche tecniche - Ferrari 365 GTB/4 "Daytona" (1964) | Caratteristiche tecniche - Ferrari 365 GTB/4 "Daytona" (1964) | Caratteristiche tecniche - Ferrari 365 GTB/4 "Daytona" (1964) | Caratteristiche tecniche - Ferrari 365 GTB/4 "Daytona" (1964) |
| --- | --- | --- | --- | --- | --- |
| | | | | | |
| Configurazione                                                                                       | | | | | |
| Carrozzeria: berlinetta 2 porte                                                                      | Carrozzeria: berlinetta 2 porte | Posizione motore: anteriore longitudinale centrale | Posizione motore: anteriore longitudinale centrale | Trazione: posteriore | Trazione: posteriore |
| Dimensioni e pesi                                                                                    | | | | | |
| Ingombri (lungh.×largh.×alt. in mm): 4430 × 1760 × 1240                                              | Ingombri (lungh.×largh.×alt. in mm): 4430 × 1760 × 1240 | Ingombri (lungh.×largh.×alt. in mm): 4430 × 1760 × 1240 | Ingombri (lungh.×largh.×alt. in mm): 4430 × 1760 × 1240 | Diametro minimo sterzata: | Diametro minimo sterzata: |
| Interasse: 2400 mm                                                                                   | Interasse: 2400 mm | Carreggiate: anteriore 1440 - posteriore 1440 mm | Carreggiate: anteriore 1440 - posteriore 1440 mm | Altezza minima da terra: | Altezza minima da terra: |
| Posti totali: 2                                                                                      | Posti totali: 2 | Bagagliaio: | Bagagliaio: | Serbatoio: 130 litri | Serbatoio: 130 litri |
| Masse                                                                                                | a vuoto: 1200 kg | a vuoto: 1200 kg | a vuoto: 1200 kg | a vuoto: 1200 kg | a vuoto: 1200 kg |
| Meccanica                                                                                            | | | | | |
| Tipo motore: V12 con angolo di 60°                                                                   | Tipo motore: V12 con angolo di 60° | Tipo motore: V12 con angolo di 60° | Cilindrata: (alesaggio x corsa 81x71 mm) 4390 cm³ | Cilindrata: (alesaggio x corsa 81x71 mm) 4390 cm³ | Cilindrata: (alesaggio x corsa 81x71 mm) 4390 cm³ |
| Distribuzione: 4 alberi a camme in testa, 2 per bancata, comandati da catena; 2 valvole per cilindro | Distribuzione: 4 alberi a camme in testa, 2 per bancata, comandati da catena; 2 valvole per cilindro | Distribuzione: 4 alberi a camme in testa, 2 per bancata, comandati da catena; 2 valvole per cilindro | Alimentazione: 6 carburatori Weber doppio corpo invertiti 40 DCN/20 | Alimentazione: 6 carburatori Weber doppio corpo invertiti 40 DCN/20 | Alimentazione: 6 carburatori Weber doppio corpo invertiti 40 DCN/20 |
| Prestazioni motore                                                                                   | Potenza: 352 CV a 7500 giri/min. / Coppia: 44 Kgm a 5500 giri/min. | Potenza: 352 CV a 7500 giri/min. / Coppia: 44 Kgm a 5500 giri/min. | Potenza: 352 CV a 7500 giri/min. / Coppia: 44 Kgm a 5500 giri/min. | Potenza: 352 CV a 7500 giri/min. / Coppia: 44 Kgm a 5500 giri/min. | Potenza: 352 CV a 7500 giri/min. / Coppia: 44 Kgm a 5500 giri/min. |
| Accensione: 2 bobine (1 per bancata) e 2 spinterogeni (1 per bancata)                                | Accensione: 2 bobine (1 per bancata) e 2 spinterogeni (1 per bancata) | Accensione: 2 bobine (1 per bancata) e 2 spinterogeni (1 per bancata) | Impianto elettrico: 12v | Impianto elettrico: 12v | Impianto elettrico: 12v |
| Frizione: monodisco a secco                                                                          | Frizione: monodisco a secco | Frizione: monodisco a secco | Cambio: posto al retrotreno in blocco col differenziale autobloccante (schema Transaxle), 5 marce ̟ RM tutte sincronizzate | Cambio: posto al retrotreno in blocco col differenziale autobloccante (schema Transaxle), 5 marce ̟ RM tutte sincronizzate | Cambio: posto al retrotreno in blocco col differenziale autobloccante (schema Transaxle), 5 marce ̟ RM tutte sincronizzate |
| Telaio                                                                                               | | | | | |
| Corpo vettura                                                                                        | traliccio di tubi a sezione ellittica e circolare in acciaio | traliccio di tubi a sezione ellittica e circolare in acciaio | traliccio di tubi a sezione ellittica e circolare in acciaio | traliccio di tubi a sezione ellittica e circolare in acciaio | traliccio di tubi a sezione ellittica e circolare in acciaio |
| Sterzo                                                                                               | a vite e rullo | a vite e rullo | a vite e rullo | a vite e rullo | a vite e rullo |
| Sospensioni                                                                                          | anteriori: a quadrilateri sovrapposti, ammortizzatori idraulici telescopici con molle coassiali, barra stabilizzatrice / posteriori: a quadrilateri sovrapposti, ammortizzatori idraulici telescopici con molle coassiali, barra stabilizzatrice | anteriori: a quadrilateri sovrapposti, ammortizzatori idraulici telescopici con molle coassiali, barra stabilizzatrice / posteriori: a quadrilateri sovrapposti, ammortizzatori idraulici telescopici con molle coassiali, barra stabilizzatrice | anteriori: a quadrilateri sovrapposti, ammortizzatori idraulici telescopici con molle coassiali, barra stabilizzatrice / posteriori: a quadrilateri sovrapposti, ammortizzatori idraulici telescopici con molle coassiali, barra stabilizzatrice | anteriori: a quadrilateri sovrapposti, ammortizzatori idraulici telescopici con molle coassiali, barra stabilizzatrice / posteriori: a quadrilateri sovrapposti, ammortizzatori idraulici telescopici con molle coassiali, barra stabilizzatrice | anteriori: a quadrilateri sovrapposti, ammortizzatori idraulici telescopici con molle coassiali, barra stabilizzatrice / posteriori: a quadrilateri sovrapposti, ammortizzatori idraulici telescopici con molle coassiali, barra stabilizzatrice |
| Freni                                                                                                | anteriori: a disco / posteriori: a disco Girling; impianto con circuito sdoppiato e servofreno | anteriori: a disco / posteriori: a disco Girling; impianto con circuito sdoppiato e servofreno | anteriori: a disco / posteriori: a disco Girling; impianto con circuito sdoppiato e servofreno | anteriori: a disco / posteriori: a disco Girling; impianto con circuito sdoppiato e servofreno | anteriori: a disco / posteriori: a disco Girling; impianto con circuito sdoppiato e servofreno |
| Pneumatici                                                                                           | 200-15/70 VR15 / Cerchi: 15" | 200-15/70 VR15 / Cerchi: 15" | 200-15/70 VR15 / Cerchi: 15" | 200-15/70 VR15 / Cerchi: 15" | 200-15/70 VR15 / Cerchi: 15" |
| Prestazioni dichiarate                                                                               | | | | | |
| Velocità: 280 km/h                                                                                   | Velocità: 280 km/h | Velocità: 280 km/h | Accelerazione: 0-100 Km/h 6,1 s.; 1 Km da fermo 25,1 s.; 400m da fermo 14,2 | Accelerazione: 0-100 Km/h 6,1 s.; 1 Km da fermo 25,1 s.; 400m da fermo 14,2 | Accelerazione: 0-100 Km/h 6,1 s.; 1 Km da fermo 25,1 s.; 400m da fermo 14,2 |
| Consumi                                                                                              | 25,2 l x 100 Km | 25,2 l x 100 Km | 25,2 l x 100 Km | 25,2 l x 100 Km | 25,2 l x 100 Km |
| Fonte dei dati: Ruoteclassiche N° 3 1/88                                                             | | | | | |